# Gonialoe
Gonialoe (też Gonialoë) – rodzaj roślin należący do rodziny złotogłowowatych (Asphodelaceae), obejmujący trzy gatunki występujące w Angoli, Namibii i Afryce Południowej.

## Morfologia

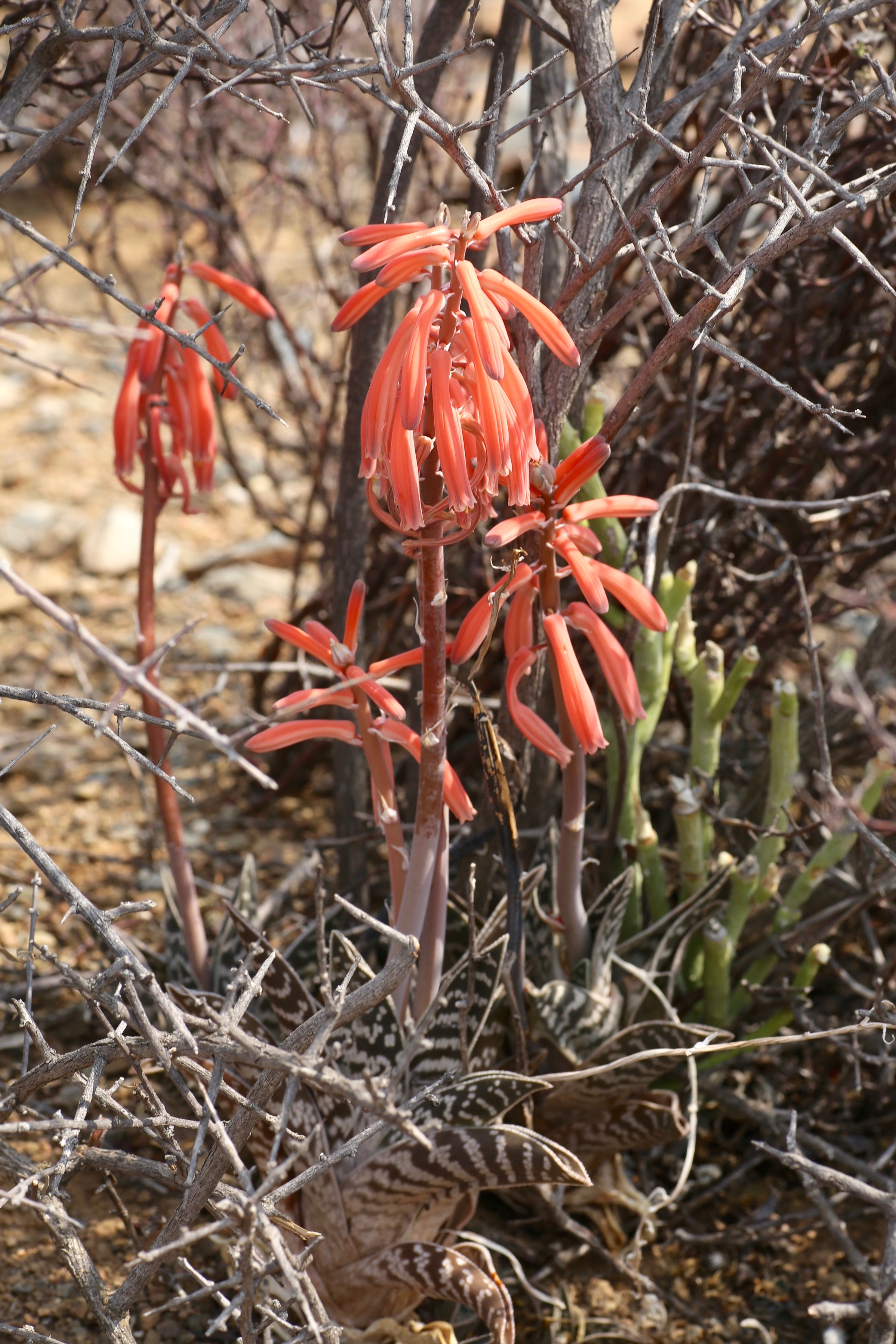
Gonialoe variegata

PokrójKarłowate, tworzące kępy, bezłodygowe rośliny zielne.
PędyPodziemne, zwarte kłącze, odnawiające się co roku, otoczone błoniastymi katafilami, które pozostawiają włókniste resztki.
LiściePołożone w trzech rzędach, na przekroju deltoidalne lub w kształcie litery V, z białymi kropkami po obu stronach. Brzegi blaszki zgrubiałe i bardzo drobno ząbkowane.
KwiatyZebrane w proste lub rozgałęzione grono. Okwiat lekko zwężony powyżej zalążni, o długości 20–45 mm, różowy, pomarańczowy lub szkarłatny. Zewnętrzne listki złączone na niemal całej długości, wewnętrzne przylegające do zewnętrznych. Pręciki raczej krótsze od listków okwiatu. Szyjka słupka krótko wystająca ponad okwiat.

## Systematyka
Rodzaj z podrodziny Asphodeloideae z rodziny złotogłowowatych (Asphodelaceae). We wcześniejszych ujęciach taksonomicznych rodzaj miał rangę podrodzaju Gonialoe Baker w rodzaju aloes.
Wykaz gatunków
- Gonialoe dinteri (A.Berger) Boatwr. & J.C.Manning
- Gonialoe sladeniana (Pole-Evans) Boatwr. & J.C.Manning
- Gonialoe variegata (L.) Boatwr. & J.C.Manning

## Zastosowanie
Gonialoe variegata oraz jego mieszańce z gatunkami z rodzaju gasteria (×Gastonialoe) są uprawiane jako rośliny pokojowe. 